# Saturn Ion
Saturn Ion – samochód osobowy klasy kompaktowej produkowany pod amerykańską marką Saturn w latach 2002–2007.

## Historia i opis modelu

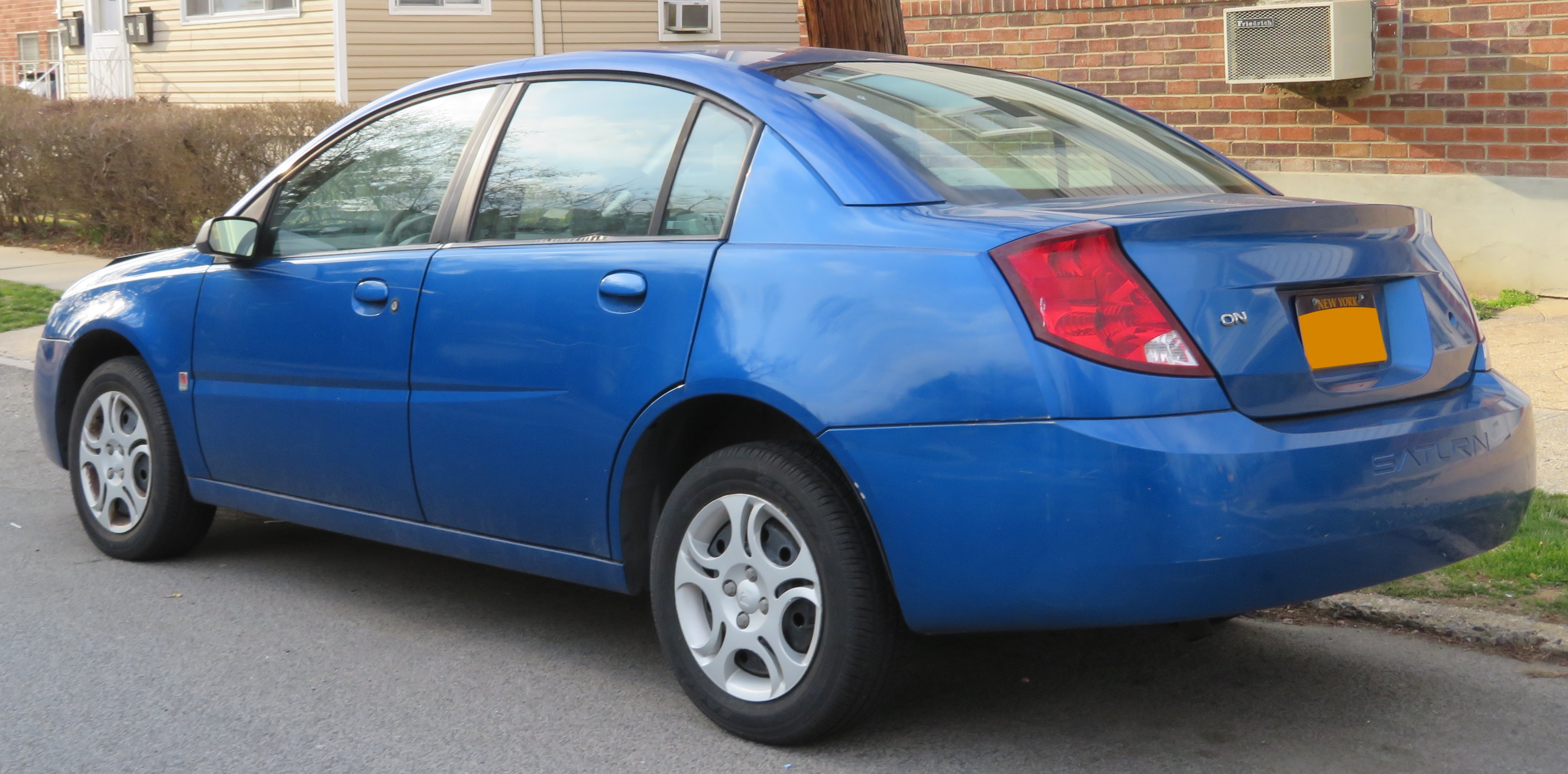
Saturn Ion – tył

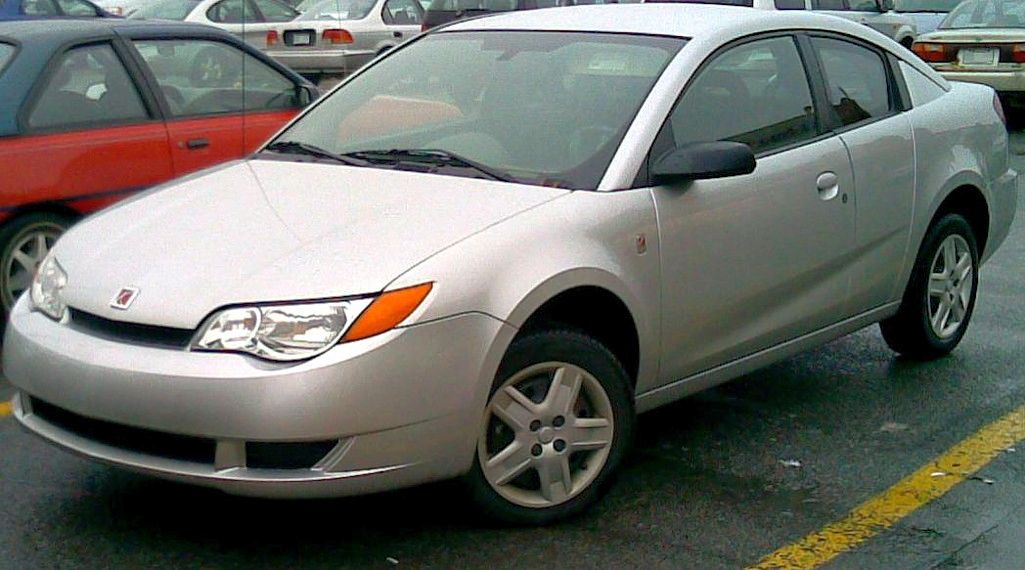
Saturn Ion Coupe

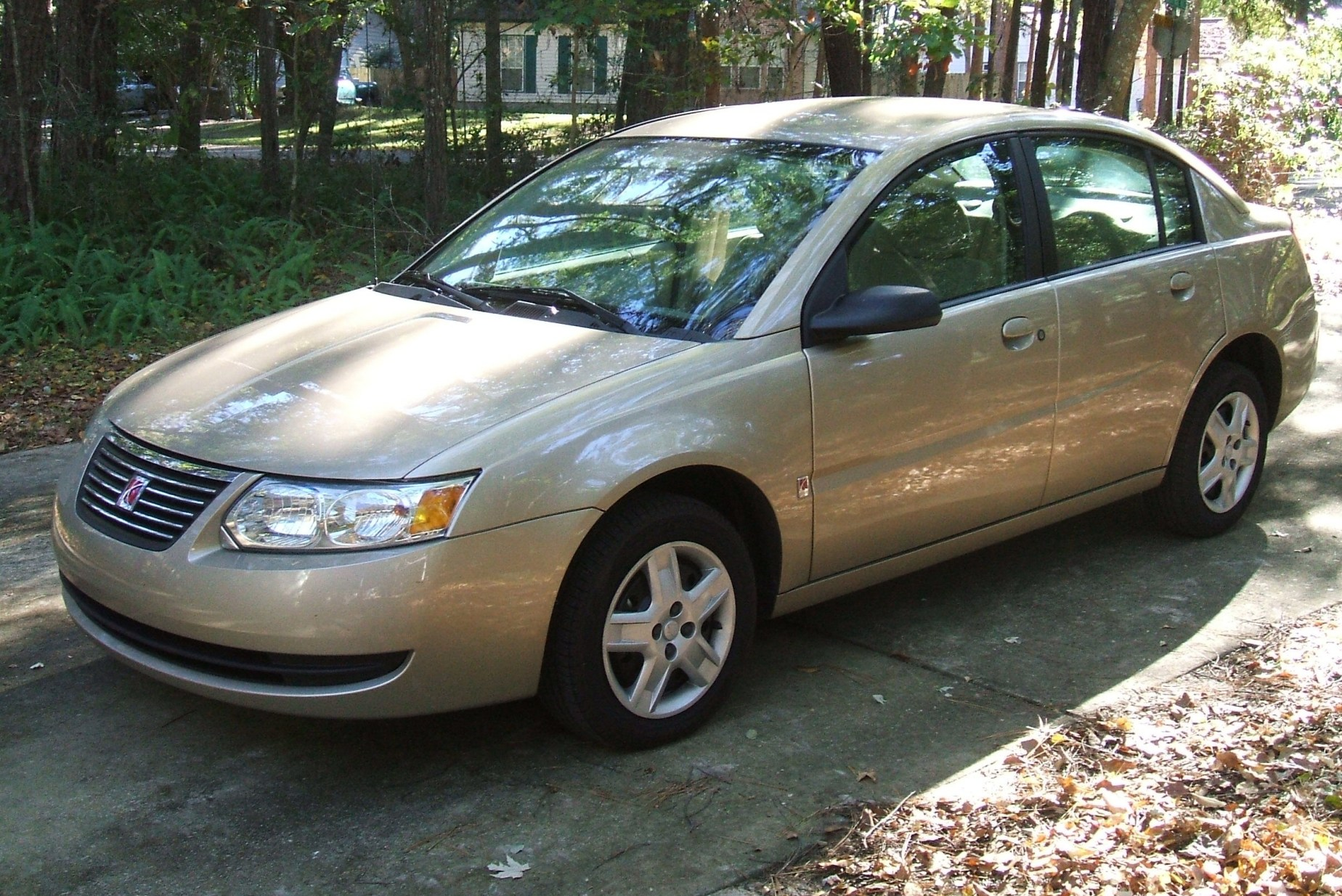
Saturn Ion po liftingu

Saturn Ion pojawił się w ofercie wiosną 2002 roku jako nowy kompaktowy model zastępujący linię modelową S-Series. Podobnie jak pokrewne modele Chevroleta i Pontiaka, Ion powstał na platformie koncernu General Motors o nazwie GM Delta.
Saturn Ion wyróżniał się awangardowo zaprojektowanym kokpitem, z zegarami zamontowanymi w środkowej części deski rozdzielczej. Pojazd dostępny był w dwóch wersjach nadwozia, zarówno w 4-drzwiowej wersji sedan, jak i 4-drzwiowej wersji coupé z małymi, uchylanymi drzwiami tylnymi. Produkcja modelu zakończyła się w 2007 roku. Jego następcą został Saturn Astra.

### Ion Red Line
W 2004 roku Saturn wprowadził nową wersję ION-a zwaną „Red Line”, która wyposażona była w silnik ze sprężarką mechaniczną. Samochód wyróżniał się dodatkowym ospojlerowaniem, a także bogatszym wyposażeniem i zmianami konstrukcyjnymi – inne były wymiary nadwozia.

### Silniki
- L4 2.0l LSJ SC
- L4 2.2l L61